# کبوترهای یال‌دار
کبوترهای یال‌دار (نام علمی: Caloenas) سرده‌ای از کبوتران و تنها گونۀ زنده آن کبوتر نیکوبار (C. nicobarica) است.
یک یا دو گونه منقرض‌شده شناخته شده است: کبوتر کاناکا گونه بزرگی از کالدونیای جدید و تونگا بود. این گونه تنها توسط بقایای زیرفسیلی شناخته شده است و احتمالاً توسط مهاجران اولیه تا انقراض شکار شده است. کبوتر سبز خال‌دار، یکی دیگر از گونه‌های منقرض‌شده از محلی ناشناخته، به دلیل پرهای گردنش تنها شباهت جزئی به کبوتر نیکوبار دارد. پرنده‌شناسان آن را در این سرده قرار می‌دهند، اما توافق یکسانی وجود ندارد. یک نمونه برجای‌مانده در موزه لیورپول وجود دارد.

## آرایه‌شناسی
این سرده شامل دو گونه است:
- کبوتر نیکوبار (Caloenas nicobarica)
- † کبوتر سبز خالدار (Caloenas maculata)

گاهی در این سرده گونه‌ای وجود دارد که احتمالاً ۲۵۰۰ سال پیش منقرض شده است:
- † کبوتر کاناکا (Caloenas canacorum) Balouet & Olson، 1989